# S:ta Maria kyrka, Lidköping
S:ta Maria kyrka, även Mariakyrkan, är en kyrkobyggnad som tillhör Lidköpings församling i Skara stift. Den ligger i stadsdelen Margretelund i centralorten i Lidköpings kommun.

## Kyrkobyggnaden
Anläggningen, som färdigställdes i mars 1976 ritades av arkitekterna Stig Hermansson och Bengt Carlberg och utgör del av ett stadsdelscentrum. Själva kyrkorummet har kvadratisk planform och är sammanbyggt med församlingslokaler kring en atriumgård. Byggnaden har en stomme av betong och är klädd med gult fasadtegel, såväl exteriört som interiört. Takfallet är enkelsidigt från korväggen och halva korväggen är glasad mot gården där klocktornet står. Fristående bordsaltare, där putsytan bakom altaret har reliefer utförda av Harry Stålhane. Väster om kyrkorummet finns en sakristia.

## Inventarier
- Dopfunten har en pelarfot av fyra korsformigt placerade vertikala träskivor av bok. Dopskålen av kristall är placerad i en skålform högst upp på pelarfoten.
- Orgeln med femton stämmor, två manualer och pedal är byggd 1978 av Smedmans Orgelbyggeri i Lidköping.